# محمود عسگری‌زاده
محمود عسگری‌زاده (۱۳۲۴ – ۴ خرداد ۱۳۵۱) از اعضای مرکزیت و یکی از تاثیرگذارترین افراد سازمان مجاهدین خلق ایران بود. وی درجریان دستگیری‌های گسترده سال ۱۳۵۰ دستگیر و در ۴ خرداد ۱۳۵۱ همراه با با عبدالرسول مشکین‌فام  و بنیانگذاران سازمان مجاهدین تیرباران شد.

## زندگی‌نامه
محمود عسگری‌زاده در سال ۱۳۲۵ در شهر اراک و در یک خانواده فقیر زاده شد. او در همان زمان کودکی به همراه خانواده به تهران مهاجرت کرد. دوران دبیرستان را در دبیرستان مروی تهران گذراند. عسگری‌زاده همچون پدر برای بدست آوردن مخارج تحصیل و زندگی به کارگری در کارخانه‌ها رو آورده بود. در سال ۱۳۴۳ برای تحصیلات دانشگاهی‌ وارد مدرسه عالی بازرگانی شد. او در دانشگاه فردی فعال بود و در بسیاری از اعتصابات دانشجویی و حرکت‌های سیاسی نقش مهمی ایفا می‌کرد. عسگری‌زاده حتی یکبار به بهانهٔ سامان‌دهی اعتراضات از دانشگاه اخراج شد ولی طولی نکشید که با فشار دانشجویان به مدیران دانشگاه مجدداً به تحصیل مشغول شد. در سال ۱۳۴۶ به خدمت سربازی رفت و پس از پایان خدمت به کار در کارخانه ماشین‌سازی تهران و تبریز مشغول شد.

## عضویت در سازمان مجاهدین خلق ایران
محمود در سال ۴۶ به‌واسطهٔ برقراری ارتباط با سعید محسن و ناصر صادق به حلقهٔ اولیه سازمان  مجاهدین خلق پیوست. وی که در ماشین‌سازی تبریز به‌کار اشتغال داشت، همزمان مسئولیت شاخهٴ تشکیلات تبریز را نیز عهده‌دار بود. در سال ۱۳۴۹ به‌ عضویت مرکزیت سازمان در آمد و مسئولیت اطلاعات سازمان را به عهده گرفت.
محمود عسگری‌زاده تحقیقات زیادی در زمینه اقتصادی و  تدوین آموزش اقتصاد در سازمان داشت. او علاوه بر تدریس و آموزش دانش اقتصاد، یکی از تاثیرگذارترین کتاب‌های اقتصادی زمان خود را به نگارش درآورد. این کتاب در ابتدا با نام «جزوهٔ اقتصاد» و سپس با عنوان «اقتصاد به زبان ساده» منتشر شد. او همچنین در بخشی از فعالیت‌های خود در سازمان، مسئول بخش «اطلاعات و شناسایی» نیز بوده است. عسگری‌زاده به‌واسطهٔ مطالعات آثار نظامی و پلیسی و نیز طبق وظیفهٔ خود، دستاوردهای اطلاعاتی و شناسایی و اصول مخفی‌کاری زیادی را برای سازمان مجاهدین به ارمغان آورد. شناسایی محل زندگی و کار اعضای ساواک و آموزش اصول پنهان‌کاری و فرار از دست پلیس به اعضا از دیگر فعالیت‌های مهم عسگری‌زاده بود.

## دستگیری و اعدام
محمود عسگری‌زاده در شهریور سال ۵۰ به همراه موسی خیابانی در منزل محمد بازرگانی دستگیر شد. در نهایت او پس از تحمل یکسال شکنجه و زندان در سحرگاه ۴ خرداد ۱۳۵۱ به همراه عضو دیگر مرکزیت سازمان رسول مشکین‌فام و بنیانگذاران سازمان، محمد حنیف‌نژاد، سعید محسن، علی‌اصغر بدیع‌زادگان به جوخهٔ اعدام سپرده شد.

## آثار
کتاب اقتصاد به زبان ساده محصول تلاش‌های محمود عسگری‌زاده بود. این کتاب نخستین بار در سال ۱۳۴۷ به‌صورت جزوه‌ای درون‌سازمانی نوشته شد و سپس در سال ‍۱۳۵۱ به‌صورت مخفی منتشر گردید. این کتاب در واقع انعکاسی از دیدگاه محوری بنیانگذار سازمان مجاهدین محمد حنیف‌نژاد بود که گفت: «مرزبندی اصلی، نه بین باخدا و بی‌خدا که بین استثمارشونده و استثمارکننده است.»
اکبر هاشمی رفسنجانی در نقد این کتاب نوشته است: اقتصاد به زبان ساده که کتابی بود به ما دادند برای مطالعه، [کتاب] شیرهٔ کشیدهٔ همان کاپیتال مارکس است، یعنی یک کسی کاپیتال مارکس را خوانده و از آن یک خلاصه به صورت فهرست درآورده، اسمش را گذاشته اقتصاد به زبان ساده [و گفته] اقتصادی غیر از اقتصاد مارکسیستی نیست…